# Boa Hora
Boa Hora es una ciudad y un municipio del estado del Piauí, Brasil. Se localiza en la microrregión del Bajo Parnaíba Piauiense, mesorregión del Norte Piauiense. El municipio tiene 6.086 habitantes (2007) y 336 km². Fue creado en 1994.